# سوکوو یژورنه
سوکوو یژورنه (به لهستانی:  Sokoły Jeziorne) یک روستا در لهستان است که در گمینا بیاوا پیسکا واقع شده‌است. سوکوو یژورنه ۱۲۰ نفر جمعیت دارد.